# بچه‌های نسبتاً بد
بچه‌های نسبتاً بد نام سریالی به کارگردانی سیروس مقدم است که در سال ۱۳۹۲ پخش آن از شبکه یک آغاز شد. تهیه‌کننده این سریال سیدکمال طباطبایی است. این مجموعه، یک سریال عاطفی و اجتماعی است. موسیقی سریال کاری از بهنود یخچالی و تیتراژ پایانی با صدای فریدون آسرایی است.

## داستان
این سریال داستان چهار جوان خلافکار است که یک گاو صندوق را که دو هزار سکه بهار آزادی در آن وجود دارد، می‌دزدند. این سکه‌ها به همت یک مؤسسه خیریه و برای اهدا به زوج‌های نیازمند فراهم شده‌است که با دزدیده شدنشان مؤسسه دچار مشکلاتی می‌شود…

## بازیگران
- حمید گودرزی در نقش طاها
- میلاد کی مرام در نقش سمیر
- اشکان خطیبی در نقش همایون
- علی طباطبایی در نقش رهی
- یوسف تیموری در نقش تورج
- پرویز پورحسینی در نقش سید
- اکبر عبدی در نقش حاج عزت
- مهرانه مهین ترابی در نقش مادر طاها
- محمد مطیع در نقش دایی طاها
- اکرم محمدی در نقش مادر طلا
- مجید مشیری در نقش پدر طلا
- غلامحسین لطفی در نقش توفیق
- رضا فیاضی در نقش پدر رهی
- آیدا فقیه‌زاده در نقش نامزد طاها
- شهرزاد کمال‌زاده در نقش طلا
- سمانه پاکدل در نقش روشا زن دوم توفیق
- نیکی مظفری در نقش سیاره زن سمیر
- علیرضا مهران
- مهسا کامیابی در نقش الهام خواهر ناتنی همایون
- شیوا خسرومهر در نقش مادر رهی
- هما خاکپاش
- گیتی ساعتچی
- پروین ملکی
- شهاب زارع
- اکرم اسماعیلی
- مجید رحمتی
- حمیدرضا نعیمی
- فرشید عاشوری
- سینا رازانی
- امیرحسین خنجری
- اکبر معززی
- لیدا عباسی در نقش مادر روشا
- مهرانه به نهاد
- فاطمه شکری
- هاشم روحانی
- آیدین خطایی
- پرستو مقدم
- شراره ارمغانی
- حسن کریم خان زند
- بشیر ادریسی

## موسیقی
موسیقی متن این مجموعه توسط بهنود یخچالی ساخته شده که شامل تیتراژ اول، موسیقی متن و کلیپ‌های سریال است.
خواننده کلیپهای متن کار هم اشکان خطیبی است.

## حاشیه‌ها
در پی به تصویر کشیدن دریافت رشوه توسط یک پرستار در این سریال، جمعی از پرستاران بیمارستان هاشمی نژاد به این موضوع انتقاد کردند.